# Janete dos Santos
Janete Viegas dos Santos (10 de junho de 1991) é uma handebolista angolana.

## Carreira
Janete dos Santos representou a Seleção Angolana de Handebol Feminino nos Jogos Olímpicos de Verão de 2016, que chegou as quartas-de-finais.